# Selajambe (Cisaat)
Selajambe is een bestuurslaag in het regentschap Sukabumi van de provincie West-Java, Indonesië. Selajambe telt 9230 inwoners (volkstelling 2010).